# Белозерские князья
Не путать с дворянами Белозерскими.
Белозе́рские князья — русский княжеский род происходящий от князей Ростовских. Рюриковичи.
Род внесён в Бархатную книгу.

## Происхождение и история рода
Прозвание своё получили в результате образования в 1256 году князем Глебом Васильковичем Ростовским, сыном святого князя Василько Константиновича, на Белоозере отдельного Белозёрского удела и именовались таковыми князьями в течение пяти поколений, до окончательной утраты владений в 1476 году. Часть Белозерского удела была куплена ещё великим князем Иваном Даниловичем Калитой, но в остальной части князья Белозерские были удельными князьями до самых последних годов XV века. Братья последнего удельного Белозерского князя Юрия Васильевича, его внуки и правнук образовали особые шесть княжеских фамилий, из которых две угасли. Исследуя происхождение родов происходящих от князей Белозерских последовательно можно определить время образования каждого рода. Родоначальники княжеских родов: Шелешпанские, Сугорские, Кемские, Карголомские и Ухтомские были современниками великого князя Дмитрия Ивановича Донского. Первые князья Андомские и Вадбольские жили при Василии II Васильевиче Тёмном. Князья Белосельские образовались и были современниками великого князя Василия III Ивановича.

## Описание герба

### Герб княжества Белозерского
В лазоревом поле две серебряные рыбы (осетрового вида), крестообразно расположенные, над которыми серебряный полумесяц рогами вверх. В правом углу щита золотой крест. Щит увенчан шапкой Мономаха, как род происходящий от великого киевского Благоверного князя Владимира Всеволодовича Мономаха.

#### Герб князей Белосельских-Белозерских
При учреждении 27 февраля 1798 года родового командорства, Император Павел Петрович повелел, в заключённой об этом конвенции (как тогда называли), именовать князя Александра Михайловича Белосельского, как старейшего в роде князей Белозерских — князем Белосельским-Белозерским и титул сей подтверждён 02 марта 1823 года потомственно за его сыном князем Эспером, от Императора Александра I с утверждением герба: в голубом поле река, в коей положены, крестообразно, две серебряные рыбы. Над рекой серебряный полумесяц, рогами вверх, а над полумесяцем серебряный крест (мальтийский крест). Щит покрыт княжеской мантией и российской княжеской шапкой.

## Известные представители
Князья Белозерского княжества и их потомки до выделения в отдельные рода. Полужирным отмечены правители Белозерского княжества. Указано колено от Рюрика.
Ветвь идет от Рюрика:
- Синеус— легендарный брат Рюрика, князь Белозерский (862 г.-864 г.) далее белозерское княжество вошло в состав новгородского княжества.
- Рюрик — Унаследовал престол от брата
- должность упразднена
- Константин Всеволодович Мудрый (колено І, X, прото-предок рода), старший сын Всеволода Юрьевича Большое Гнездо, Великого князя Владимирского. Князь Ростовский (1207—1218) и Великий князь Владимирский (1216—1218).
- Василько Константинович (колено І, XI, предок рода)(7 декабря 1208, Ростов — 4 марта 1238, Шеренский лес) — удельный князь Ростовский, сын Константина Всеволодовича.
- Глеб Василькович (1237—1278, колено XII), князь Белозерский (1238—1278) и Ростовский (1277—1278); сын Ростовского князя Василька Константиновича.
  - Демьян Глебович (колено XIII, род. 1 июля 1263). По некоторым родословным носит имя Демьяна-Василия или просто Василия. Известен только по родословным; бездетен. Умер, по всей вероятности малолетним, до 1277 года: это можно предположить из того, что отец его, отправляясь в Орду, взял с собой сына Михаила, о князе же Демьяне, старшем сыне, при этом не упоминается.
  - Михаил Глебович (колено XIII), князь Белозерский (1278—1279, 1286—1293).
    - Роман Михайлович (колено XIV), князь Белозерский (упомянут в 1339 г.). С его смертью Белозерское княжество разделилось на две части; старший сын Фёдор получил Белозерск, а Василий — Сугорье (Сугорское княжество) (несколько волостей в разных частях княжества).
      - Фёдор Романович (колено XV), князь Белозерский (1339—1380).
        - Иван Фёдорович (1350—1380, колено XVI), погиб вместе с отцом на Куликовом поле.
          - Константин Иванович (колено XVII). Служил Новгороду.

      - Василий Романович (колено XV), князь Сугорский (1340?—13?).

    - Фёдор Михайлович (колено XIV), князь Белозерский (1293—1314).
      - Василий Фёдорович Согорский (колено XV). Получил в удел часть Белозерья (не менее десяти волостей в разных районах княжества), которая затем была разделена между его четырьмя сыновьями Юрием Белосельским, Афанасием Шелешпальским, Семеном Согорским и Иваном Каргаломским.
        - Юрий Васильевич Белосельский (колено XVI), белозерский наместник князя Андрея Дмитриевича Можайского, получившего в 1389 г. в удел Белозерское княжество.
          - Давид Юрьевич (колено XVII). Упомянут в одном из актов начала XV в. как сын наместника, с доклада которому Кирилл Белозерский купил небольшую вотчину; по родословным бездетен.
          - Роман Юрьевич (колено XVII). Известен только по родословным.
            - Фёдор Романович (колено XVIII). Известен только по родословным. Жил в XV в.
              - Гавриил Фёдорович (колено XIX), вместе с братом Федором в конце XV в. получил поместье в Новгородской земле.
                - Белосельские

            - Иван Романович (колено XVIII), по уделу князь Белосельский; жил в XV в. Известен только по родословным; бездетен.
            - Василий Романович (колено XIX), жил в XV веке. Известен только по родословным; бездетен.

          - Андрей Юрьевич (колено XVII); удельным князем не был, из отцовского удела князь Андрей получил земли по реке Андоге и Вадбольскую волость. Стал родоначальником князей Андомских.
            - Михаил Андреевич (колено XVIII), владел Андожской волостью.
              - Андожские

            - Иван Андреевич (колено XVIII), владел Вадбольской волостью.
              - Вадбольские

        - Афанасий Васильевич (колено XVI), князь Шелешпальский, жил в начале XV века.
          - Шелешпанские (в XV—XVII вв. Шелешпальские)
            - Угольские
            - Калитины

        - Семён Васильевич (колено XVI), князь Кемско-Сугорский и Кемский; жил в начале XV в. При дроблении, после смерти отца, Согорского удела получил две крупные волости: Согорзу и Кему. Стал родоначальником князей Согорских и Кемских. Благодаря значительным земельным владениям эти фамилии в XVI в. были самыми богатыми из всех Белозерских князей.
          - Владимир Семёнович (колено XVII), князь Согорский. Известен только по родословным.
            - Согорские (Сугорские)

          - Фёдор Семёнович Дурак (колено XVII), князь Согорский. После смерти отца был одним из владетелей Согорской волости. Известен только по родословным, которые считают его бездетным.
          - Давид Семёнович (колено XVII), князь Кемский. Жил в XV веке.
            - Кемские
              - Фуниковы-Кемские
              - Нащокины-Кемские

          - Дмитрий Семёнович (колено XVII), князь Согорский. Жил в XV веке; известен только по родословным.
            - Сугорские

          - Константин Семёнович (колено XVII), князь Кемский. После смерти отца, вместе с братом Давидом получил во владение Кемскую волость, но вскоре оставил мирскую жизнь для монашеской келии.

        - Иван Васильевич (колено XVI), князь Каргаломский и Ухтомский. При разделе Белозерского удела, после смерти отца, получил во владение село Карголом, волость которого тянулась на восток по берегу Белого озера, выше впадения реки Шексны, и Ухтомскую волость в Пошехонье. Жил в XIV и XV вв.
          - Иван Иванович (колено XVI), владетель Ухтомской волости.
            - Ухтомские
              - Угримовы-Ухтомские
              - Пенкины-Ухтомские
              - Холуевы-Ухтомские

            - Карголомские

          - Фёдор Иванович (колено XVIII), владетель Каргаломской волости.
            - Иван Фёдорович (колено XIX), владетель Караломской волости; бездетен.

        - Константин Васильевич (колено XVI); жил в XIV—XV вв. Известен только по родословным, причём не по всем.

  - Василий Глебович (колено XIII), сын князя Глеба Васильковича. В некоторых родословных отсутствует. Умер в 1283 году.

## Память
В 2005 году, на территории Белозерского кремля, в честь 625-летия Куликовской битвы, рядом со Спасо-Преображенским собором, в честь погибших на Куликовом поле белозерских князей с дружиною установлен памятный знак, на котором написано: «В год 625-летия Куликовской битвы. В память князей Белозерских с дружиною, погибших ради земли русской и веры христианской, чтобы старые рассказывали, а молодые помнили. От благодарных потомков. Сентябрь 2005 года».
Памятный знак в честь князей Белозерских с дружиной участвовавших и погибших в Куликовской битве 08 сентября 1380 года, был открыт 21 сентября 2009 года на территории государственного военно-исторического и природного музея-заповедника «Куликово поле» в селе Монастырщино, Кимовского района, Тульской области, на «Аллее памяти и единства». Эскиз знака изготовила вологодских архитектор Людмила Майорова. В его основе — природный валун, на котором смонтированы из меди шлем, свиток с текстом на копье и герб древнего Белоозера. На свитке надпись: «В память о князьях Белозерских с дружиною, павших на поле Куликовом за землю русскую и веру православную. От благодарных волгжан».
В январе 2010 года в Москве, по приказу Министра обороны и Генштаба Вооружённых сил РФ, было присвоено 7-му гвардейскому Барановическому Краснознамённому ордена Красной звезды инженерно-сапёрному полку, расквартированному в г. Белёв, Тульской области, почётное наименование — Белозерский. Белозерский полк один из старейших воинской формирований Российской империи, сформированный 10 марта 1708 года по указу Петра I Алексеевича, в честь полка, который под предводительством белозерских князей участвовал в Куликовской битве, и расформированный после революции 1917 года. Полк участвовал в сражениях при Полтаве, Бородино, обороне Севастополя (1854—1855) и других сражениях.